# 金峰瀑布
22°35′34.7″N 120°55′58.7″E / 22.592972°N 120.932972°E
金峰瀑布位於臺灣臺東縣金峰鄉又稱為奇那奧勒瀑布，為當地著名的自然瀑布景觀，與金峰鄉原生植物園區、金峰溫泉整合為一觀光園區。目前通往金峰瀑布、金峰溫泉的鄉道東64線，於2016年強烈颱風莫蘭蒂以及強烈颱風梅姬侵襲造成道路反覆崩塌中斷後，加上該地區屬於山地經常管制區，因此金峰鄉公所暫時封閉至今，禁止一般遊客進入。

## 地形
金峰瀑布位於太麻里溪支流，於嘉蘭村匯入太麻里溪，鄰近金峰溫泉露頭，瀑布分為三層與幾處深潭，其中一段瀑布高約10公尺。

## 傳說
金峰鄉為臺灣原住民排灣族主要的居住地之一，在排灣族傳說中，有一名叫「巴里」的人有一雙紅色眼睛，相傳他的眼睛擁有被他看到即會死亡的特殊能力，而他所居住的山洞就在金峰瀑布上方突出的山洞中。並且該地區也是排灣族傳說認為有許多神鬼惡靈聚集的地方，被稱為Maljivel，是當地族人早期不會貿然進入的禁地。

## 景觀步道
金峰瀑布步道入口位於金峰鄉原生植物園區內，全長1.8公里，是通往山區舊部落遺址的道路之一，稱為奇拿奧勒登山步道，該步道由農委會林務局臺東林區管理處規畫與興建，於2004年底竣工啟用。

## 外部連結
- 金峰鄉公所-奇那奧勒-瀑布步道 （页面存档备份，存于）